# Record de France du 1 500 mètres
Pour un article plus général, voir Records de France d'athlétisme.
Les records de France seniors du 1 500 mètres sont détenus par Azeddine Habz avec le temps de 3 min 27 s 49 (2025), et chez les femmes par Agathe Guillemot avec le temps de 3 min 56 s 69 (2024).

## Record de France masculin
| Temps          | Athlète            | Date              | Lieu       |
| -------------- | ------------------ | ----------------- | ---------- |
| 4 min 21 s 0   | Fernand Meiers     | 9 juillet 1893    | Paris      |
| 4 min 19 s 8   | Félix Bourdier     | 22 juillet 1894   | Paris      |
| 4 min 18 s 4   | Albin Lermusiaux   | 12 mai 1895       | Paris      |
| 4 min 16 s 4   | Michel Soalhat     | 26 mai 1895       | Paris      |
| 4 min 10 s 4   | Albin Lermusiaux   | 28 juin 1896      | Paris      |
| 4 min 9 s 4    | Henri Deloge       | 16 juin 1901      | Paris      |
| 4 min 8 s 2    | Michel Soalhat     | 26 juin 1904      | Paris      |
| 4 min 7 s 4    | Marcel Quilboeuf   | 20 juin 1909      | Colombes   |
| 4 min 6 s 0    | Henri Arnaud       | 28 mai 1911       | Colombes   |
| 4 min 4 s 4    | Henri Arnaud       | 18 juin 1911      | Colombes   |
| 4 min 3 s 4    | Armand Burtin      | 18 juillet 1920   | Paris      |
| 4 min 1 s 8    | René Wiriath       | 9 juin 1923       | Paris      |
| 3 min 59 s 6   | René Wiriath       | 5 juillet 1925    | Colombes   |
| 3 min 58 s 2   | Roger Pelé         | 30 août 1925      | Stockholm  |
| 3 min 58 s 0   | Séra Martin        | 12 septembre 1926 | Colombes   |
| 3 min 54 s 6   | Séra Martin        | 26 septembre 1926 | Colombes   |
| 3 min 54 s 6   | Jules Ladoumègue   | 1er juillet 1928  | Colombes   |
| 3 min 52 s 2   | Jules Ladoumègue   | 15 juillet 1928   | Colombes   |
| 3 min 49 s 2   | Jules Ladoumègue   | 5 octobre 1930    | Paris      |
| 3 min 48 s 6   | Marcel Hansenne    | 15 septembre 1946 | Strasbourg |
| 3 min 48 s 0   | Marcel Hansenne    | 27 septembre 1947 | Paris      |
| 3 min 47 s 4   | Marcel Hansenne    | 2 juin 1949       | Paris      |
| 3 min 47 s 2   | Patrick El Mabrouk | 2 octobre 1949    | Colombes   |
| 3 min 46 s 0   | Patrick El Mabrouk | 26 juillet 1952   | Helsinki   |
| 3 min 44 s 0   | Michel Jazy        | 8 juin 1957       | Varsovie   |
| 3 min 46 s 6 ? | Michel Jazy        | 6 octobre 1957    | Duisburg   |
| 3 min 42 s 5   | Michel Jazy        | 14 septembre 1958 | Colombes   |
| 3 min 42 s 2   | Michel Bernard     | 4 août 1959       | Göteborg   |
| 3 min 42 s 1   | Michel Jazy        | 8 septembre 1959  | Göteborg   |
| 3 min 42 s 0   | Michel Bernard     | 19 juin 1960      | Anvers     |
| 3 min 38 s 4   | Michel Jazy        | 6 septembre 1960  | Rome       |
| 3 min 38 s 3   | Michel Jazy        | 7 octobre 1962    | Saint-Maur |
| 3 min 37 s 8   | Michel Jazy        | 28 juillet 1963   | Colombes   |
| 3 min 36 s 4   | Michel Jazy        | 15 juin 1966      | Rennes     |
| 3 min 36 s 3   | Michel Jazy        | 25 juin 1966      | Sochaux    |
| 3 min 34 s 0   | Jean Wadoux        | 23 juillet 1970   | Colombes   |
| 3 min 33 s 54  | Hervé Phélippeau   | 18 juillet 1990   | Bologne    |
| 3 min 32 s 37  | Éric Dubus         | 12 juillet 1995   | Nice       |
| 3 min 31 s 59  | Driss Maazouzi     | 8 août 1998       | Monaco     |
| 3 min 31 s 51  | Driss Maazouzi     | 21 juillet 1999   | Paris      |
| 3 min 31 s 45  | Driss Maazouzi     | 19 juillet 2002   | Monaco     |
| 3 min 30 s 97  | Mehdi Baala        | 4 juillet 2003    | Paris      |
| 3 min 30 s 83  | Fouad Chouki       | 15 août 2003      | Zurich     |
| 3 min 28 s 98  | Mehdi Baala        | 5 septembre 2003  | Bruxelles  |
| 3 min 27 s 49  | Azeddine Habz      | 20 juin 2025      | Paris      |

## Record de France féminin
| Temps         | Athlète                       | Date            | Lieu          |
| ------------- | ----------------------------- | --------------- | ------------- |
| 5 min 54 s 5  | Lucie Cadiès                  | 28 juillet 1918 | Paris         |
| 4 min 27 s 9  | Maryvonne Dupureur            | 13 juillet 1969 | Uden          |
| 4 min 27 s 0  | Catherine Bultez              | 11 juillet 1971 | Uden          |
| 4 min 25 s 2  | Catherine Bultez              | 25 juillet 1971 | Colombes      |
| 4 min 23 s 1  | Catherine Bultez              | 13 août 1971    | Helsinki      |
| 4 min 22 s 2  | Marie-Françoise Dubois        | 23 juin 1973    | Paris         |
| 4 min 18 s 2  | Marie-Françoise Dubois        | 8 juin 1974     | Sofia         |
| 4 min 12 s 72 | Jacqueline Le Feuvre Etiemble | 10 août 1986    | Aix-les-Bains |
| 4 min 12 s 0  | Marie-Françoise Dubois        | 5 juillet 1974  | Francfort     |
| 4 min 8 s 6   | Marie-Françoise Dubois        | 9 juillet 1975  | Saint-Maur    |
| 4 min 8 s 16  | Florence Giolitti             | 13 juin 1987    | Dijon         |
| 4 min 6 s 25  | Florence Giolitti             | 16 juillet 1987 | Paris         |
| 4 min 5 s 78  | Florence Giolitti             | 19 août 1987    | Zurich        |
| 4 min 4 s 72  | Blandine Bitzner              | 18 juillet 1994 | Nice          |
| 4 min 2 s 26  | Patricia Djaté                | 23 août 1996    | Bruxelles     |
| 4 min 1 s 90  | Bouchra Ghezielle             | 16 juin 2005    | Athènes       |
| 4 min 0 s 49  | Hind Dehiba                   | 28 août 2005    | Rieti         |
| 3 min 59 s 76 | Hind Dehiba                   | 16 juillet 2010 | Saint-Denis   |
| 3 min 58 s 05 | Agathe Guillemot              | 7 juillet 2024  | Paris         |
| 3 min 56 s 69 | Agathe Guillemot              | 8 août 2024     | Saint-Denis   |

## Records de France en salle

### Hommes
| Temps         | Athlète          | Date            | Lieu      |
| ------------- | ---------------- | --------------- | --------- |
| 3 min 40 s 7  | Michel Jazy      | 27 février 1966 | Lyon      |
| 3 min 39 s 3  | Francis Gonzalez | 5 mars 1978     | Dortmund  |
| 3 min 37 s 94 | Hervé Phélippeau | 12 février 1989 | Stuttgart |
| 3 min 37 s 08 | Nadir Bosch      | 22 février 1998 | Liévin    |
| 3 min 37 s 05 | Medhi Baala      | 6 février 2000  | Stuttgart |
| 3 min 36 s 90 | Medhi Baala      | 4 février 2001  | Stuttgart |
| 3 min 36 s 34 | Bob Tahri        | 3 février 2002  | Stuttgart |
| 3 min 35 s 56 | Medhi Baala      | 24 février 2002 | Liévin    |
| 3 min 34 s 71 | Medhi Baala      | 15 février 2009 | Karlsruhe |
| 3 min 34 s 39 | Azeddine Habz    | 10 février 2024 | Liévin    |

### Femmes
| Temps         | Athlète                | Date            | Lieu     |
| ------------- | ---------------------- | --------------- | -------- |
| 4 min 21 s 1  | Marie-Françoise Dubois | 15 mars 1974    | Montréal |
| 4 min 20 s 3  | Marie-Françoise Dubois | 19 février 1978 | Grenoble |
| 4 min 18 s 56 | Nathalie Froget        | 22 février 1987 | Liévin   |
| 4 min 17 s 01 | Véronique Pongérard    | 10 février 1990 | Paris    |
| 4 min 15 s 23 | Véronique Pongérard    | 3 mars 1990     | Glasgow  |
| 4 min 15 s 16 | Véronique Pongérard    | 17 février 1991 | Liévin   |
| 4 min 12 s 76 | Véronique Pongérard    | 23 février 1991 | Paris    |
| 4 min 11 s 59 | Frédérique Quentin     | 22 février 1992 | Paris    |
| 4 min 8 s 32  | Patricia Djaté         | 16 février 1997 | Liévin   |
| 4 min 6 s 16  | Patricia Djaté         | 9 mars 1997     | Paris    |
| 4 min 5 s 67  | Hind Dehiba            | 12 mars 2006    | Moscou   |
| 4 min 4 s 64  | Agathe Guillemot       | 10 février 2024 | Liévin   |

## Sources
- DocAthlé2003, Fédération française d'athlétisme, p.40 et 47
- Chronologies des records de France seniors plein air sur cdm.athle.com
- Chronologies des records de France seniors en salle sur cdm.athle.com